# Мінестроне

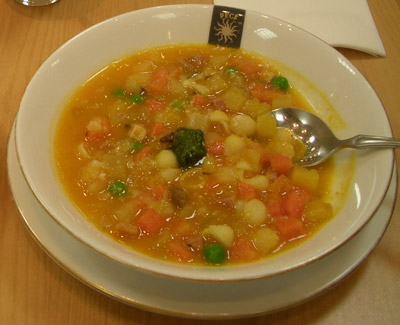
Мінестроне у відомому міланському ресторані «Peck»

Мінестро́не (італ. minestrone, від minestra [суп] + — one [збільшувальний суфікс], тобто «великий суп», суп з великою кількістю інгредієнтів) — страва італійської кухні, легкий суп із сезонних овочів, іноді з додаванням пасти або рису. Мінестроне — одна з найпоширеніших в Італії страв.
Як правило, традиційний рецепт передбачає, що овочі ріжуться, варяться до готовності, а потім половина їх подрібнюється в блендері до пюре, котре потім додається назад в суп. Можна приготувати мінестроне із соусом, наприклад, з песто.
В італійців існує також кілька секретів приготування мінестроне:
- Бульйон — важливий компонент в мінестроне. В італійській кухні зазвичай використовують овочевий бульйон, рідше м'ясний. Часто використовують бульйон, що зварений з окосту на кістках і панчетти, з додаванням спецій і виноградного вина.
- Обсмажування овочів — тільки повільне і поступове на невеликому вогні в оливковій олії. Італійці обсмажують цибулю, селеру, часник, моркву і фенхель. Також використовують цукіні та гарбуз. Тільки така неспішна технологія готування овочів дозволяє приготувати насичений ароматний мінестроне.
- Сезонність — італійці використовують для приготування мінестроне тільки ті овочі, котрі можна купити на місцевому базарі в цей момент.

## Етимологія
Слово minestrone, що значить густий овочевий суп, з'явилося в англійській в 1871 році. Від італійського minestrone, збільшувальна форма від minestra, «суп», або більш літературно, «той, що подається», від minestrare, «подавати».